# Kalfaktor
W etnolekcie śląskim kalfaktor to górnik pracujący na powierzchni, wykonujący prace pomocnicze potrzebne do prawidłowego funkcjonowania kopalni.
Słowo prawdopodobnie trafiło do języka polskiego z łaciny (calefactor - palacz od calor – ciepło i factor - czyniący z facere - czynić) poprzez język niemiecki. W języku niemieckim Kalfaktor oznacza pracownika pomocniczego, stróża lub pomocnika nadzorcy więziennego (ale także lizusa i pochlebcę). W polskiej gwarze więziennej kalifaktor albo kalefaktor (skracane do kajfus) oznacza więźnia funkcyjnego (np. roznoszącego posiłki).
Inne nazwy gwarowe kalfaktora/kalifaktora to: kal, heniek.